# Can Verdura
Can Verdura és una obra de Sant Iscle de Vallalta (Maresme) protegida com a Bé Cultural d'Interès Local.

## Descripció
Masia situada al sud-est del nucli de Sant Iscle de Vallalta, es troba en un camí paral·lel al carrer de Francesc Macià. La planta original és de forma rectangular amb la coberta a dues vessants amb el carener paral·lel a la façana. Pel que fa a la façana aquesta és senzilla. A la planta baixa hi ha dues portes d'accés: una al mig que conserva els carreus de pedra i una porta lateral amb l'arc en forma d'arc escarser. A la planta superior trobem un petit balcó al mig i una finestra a cada lateral. A aquesta construcció se li han afegit altres cossos adosats, tant a la cara nord com als dos costats.